# Ecliptopera sagittatoides
Ecliptopera sagittatoides är en fjärilsart som beskrevs av Arnold Pagenstecher 1900. Ecliptopera sagittatoides ingår i släktet Ecliptopera och familjen mätare. Inga underarter finns listade i Catalogue of Life.